# 华沙盾章

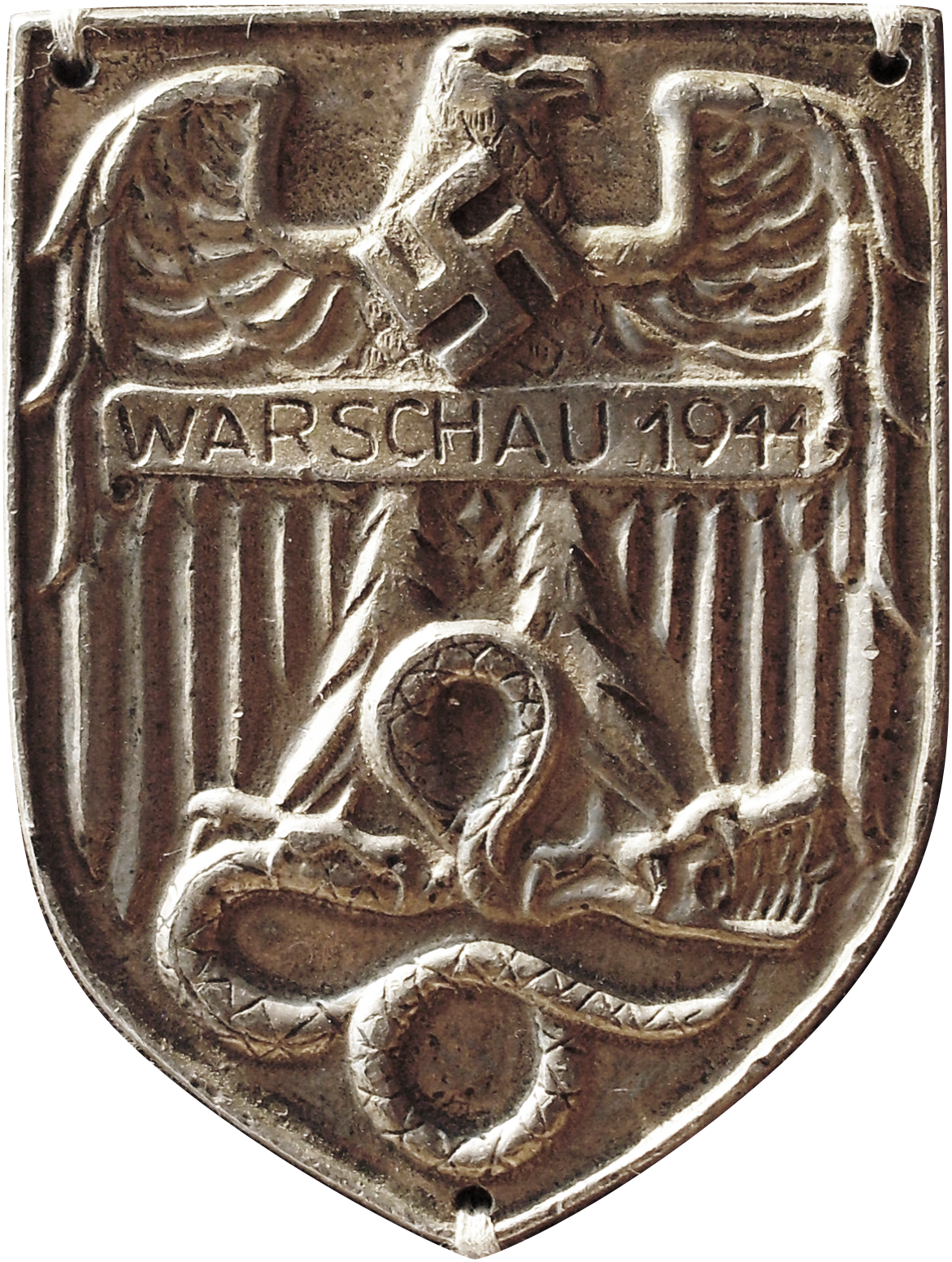
华沙盾章

华沙盾章（德語：Warschauschild）是二战德国军方的一项已设立但并未颁发的嘉奖，原本的受奖人是曾参与镇压1944年华沙起义的国防军、武装党卫队人员。尽管方案已获得批准，获奖条件和盾章设计都已审核过关并公布，但直到战争结束，德方都没有颁发过华沙盾章。